# Kempsey Shire
Kempsey Shire är en kommun i Australien. Den ligger i delstaten New South Wales, i den sydöstra delen av landet, omkring 360 kilometer nordost om delstatshuvudstaden Sydney. Antalet invånare var 28 885 vid folkräkningen 2016.
Följande samhällen finns i Kempsey:
- Kempsey
- South West Rocks
- Crescent Head
- Frederickton
- Green Hill
- Clybucca
- Kundabung
- Bellbrook
- Gladstone
- Hat Head